# Saint-Maur-sur-le-Loir
Saint-Maur-sur-le-Loir ist eine französische Gemeinde mit 405 Einwohnern (Stand: 1. Januar 2022) im Département Eure-et-Loir in der Region Centre-Val de Loire; sie gehört zum Arrondissement Châteaudun und zum Kanton Châteaudun. 

## Geographie
Saint-Maur-sur-le-Loir liegt etwa zwölf Kilometer nordnordöstlich des Stadtzentrums von Châteaudun an einer markanten Flussschleife des Loir. Umgeben wird Saint-Maur-sur-le-Loir von den Nachbargemeinden Bonneval im Westen und Norden, Pré-Saint-Évroult im Norden und Nordosten, Dancy im Osten, Conie-Molitard im Südosten und Süden sowie Moléans im Süden und Südwesten.

## Bevölkerungsentwicklung
| Jahr                       | 1962 | 1968 | 1975 | 1982 | 1990 | 1999 | 2006 | 2020 |
| Einwohner                  | 362  | 301  | 267  | 355  | 324  | 387  | 381  | 401  |
| Quellen: Cassini und INSEE |      |      |      |      |      |      |      |      |

## Sehenswürdigkeiten
- Kirche Saint-Maur
- Reste des Schlosses Mémillon aus dem 15./16. Jahrhundert, Monument historique seit 1976
- Wassermühle
- Dolmens de Baignon

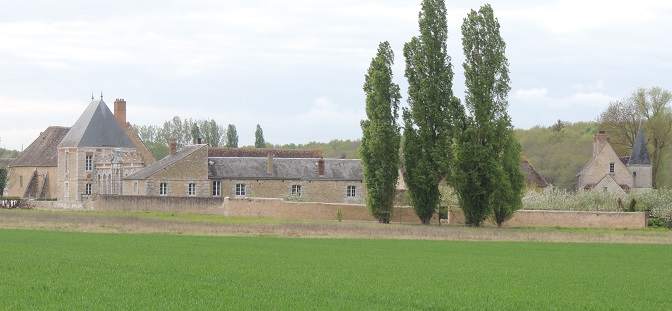
Reste des Schlosses Mémillon
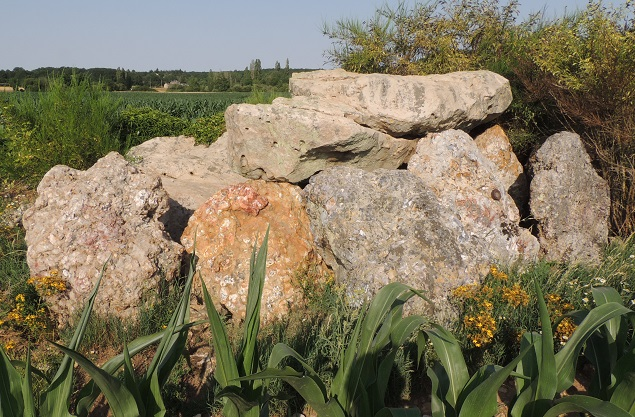
Großer Dolmen mit zerbrochenem Tisch

## Persönlichkeiten
- Valérie Valère (1961–1982), Schriftstellerin